# مسجد قویولوق
مسجد قویولوق (ترکی آذربایجانی: Quyuluq məscidi) ) یک مسجد در شهر شوشی است. این مسجد در خیابان اجاق‌قلی محله گوله‌گل شوشی واقع شده است. مسجد قویولوق یکی از هفده مسجدی بود که در اواخر سده نوزدهم در شوشی فعالیت می‌کرد. وضعیت کنونی مسجد دقیقا مشخص نیست.